# 潮出版社

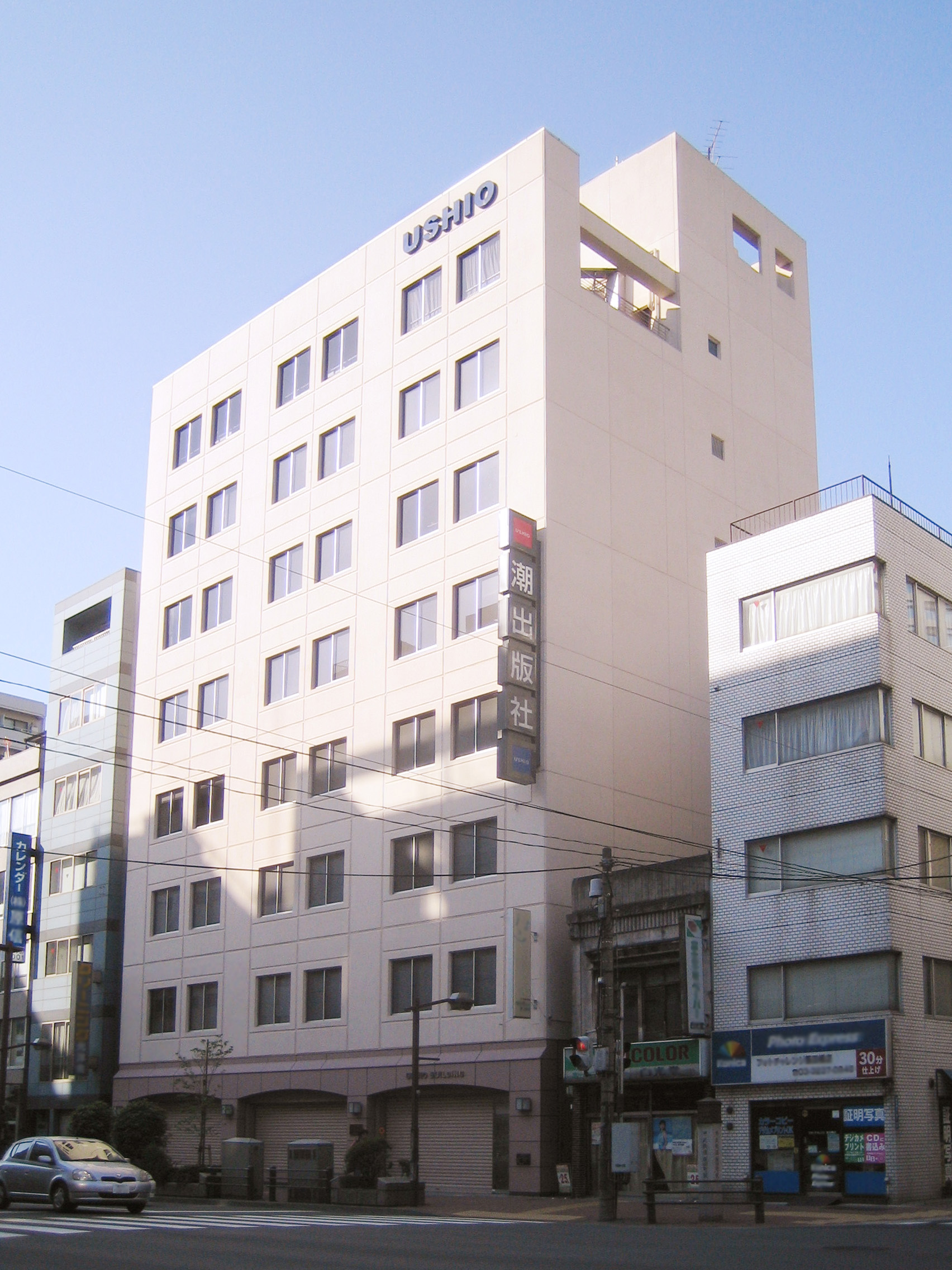
東京本社

株式会社潮出版社（うしおしゅっぱんしゃ）是新宗教團體創價學會下的一個出版社。創立於1960年7月15日。是日本雜誌協會的成员。

## 概要
創辦雜誌《潮》，主辦桑原武夫學藝獎共計十五屆。漫畫出版品以橫山光輝漫畫作品《三國志》和みなもと太郎漫畫作品《風雲兒們》聞名。漫畫雜誌《Comic Tom》曾連載過手塚治蟲未完結的漫畫作品《Ludwig B》、《佛陀》。

## 相关條目
其他與創價學會有關聯的出版社
- 聖教新聞社
- 第三文明社
- 鳳書院